# Matam, Senegal
Matam  este un oraș  în Senegal, pe valea fluviului Senegal, la granița cu Mauritania. Este reședința regiunii omonime. În apropierea orașului există posibilități de exploatare a fosfaților, care fac parte din câmpul minier de la Bofal, din țara vecină și se prelungesc peste graniță.

## Personalități
- Mamadou Niang, fotbalist